# しまむら
株式会社しまむら（英: SHIMAMURA Co., Ltd.）は、郊外を中心にファストファッションブランドを全国展開する日本の衣料品チェーンストア。埼玉県さいたま市に本社を置く。日本国内では売上高業界第2位であり、全都道府県に店舗を持つほか、台湾などへも展開している。

## 概要
主にファストファッションブランドとして認知されている。
ただし、ユニクロやGAPなどのようなSPAではなく、各アパレルメーカーから仕入れて小売する業態である。
日本国内の店舗の外壁はベージュ、ピンク色、赤色で統一され、床には御影石を使用している。
親の買い物に付き添い退屈してしまう子ども向けに、店内に小さなゲームコーナーを設置している店舗がある。設置されている筐体はメダルゲーム、クレーンゲーム、乗り物系など多岐にわたるが、型落ちとなったものや古いバージョンのものが多い。以前はほとんどの店舗にゲームコーナーが設置されていたが、廃止する店舗も多く、減少傾向にある。
バイヤーへは「4つの悪」（返品、赤黒伝票、追加値引、未引取り）の追放を公約し、そのフェアな取引商行為によってサプライヤーであるアパレルメーカーとの関係を深めている。それらの取引条件から、しまむらとの取引を優先させ、また最大の得意先がしまむらというアパレルメーカーも少なくないとされる。その結果、低価格で品質の良い、バラエティーに富む商品が陳列され、後述する「しまラー」と呼ばれるような一定の支持を得ている。
店内放送やCMなどで使われている「ファッションセンター しーまーむーらー」というキャッチーな歌は、2021年現在も全国共通で使用されている。

## 沿革
- 1923年（大正13年） - 埼玉県比企郡小川町にて「島村呉服店」を創業[1]。
- 1953年（昭和28年） - 資本金150万円で「株式会社島村呉服店」を設立[1]。
- 1961年（昭和36年） - 「しまむら」チェーン1号店を埼玉県東松山市に開業。同時に本社を東松山市に設置。
- 1970年（昭和45年） - 同社初の複合商業施設「東松山ショッピングセンター」開業。
- 1972年（昭和47年）9月 - 株式会社しまむらへ社名変更[1]。
- 1982年（昭和57年） - 埼玉県大宮市（現・さいたま市）に本社を移転[1]。
- 1988年（昭和63年）
  - 11月 - 埼玉県大宮市（現・さいたま市）に新商品センターを稼働[1]。
  - 12月 - 東京証券取引所二部上場[1]。
- 1991年（平成3年）8月 - 東京証券取引所一部に指定替え[1]。
- 1997年（平成9年） - 株式会社アベイルを設立し、「カジュアル&シューズ アベイル」1号店を開業。台湾桃園市に思夢樂股份有限公司を設立。
- 1999年（平成11年） - 服飾雑貨の専門店「シャンブル」、ベビー・トドラー用品の専門店「バースデイ」1号店をオープン。
- 2002年（平成14年） - 沖縄県へ進出し、47都道府県への展開となる。
- 2006年（平成18年） - 靴専門店「ディバロ」の初単独店オープン。
- 2009年（平成21年） - 株式会社アベイルを吸収合併。
- 2012年（平成24年） - 都市部出店戦略として丸広百貨店南浦和店、トキハ別府店、津田沼パルコに出店。ロードサイド店とは異なる都市部の出店を開始[5]。
- 2018年（平成30年） - 全ての取引先企業に対し技能実習生へ違法行為がないように求めた。
- 2020年（令和2年）9月28日、上海事業を縮小、全店舗を閉店[6]。
- 2021年（令和3年）1月24日 - 本社を埼玉県さいたま市大宮区北袋町一丁目へ移転[注 1][7][8][9]。
- 2024年 - タキヒヨーや広告制作のAI model社と共同開発したＡＩモデル「瑠菜（るな）」を使った新しいプロモーションを開始[10]。

## 物流拠点
- 盛岡商品センター（岩手県八幡平市）
- 名取商品センター（宮城県名取市）
- 東松山商品センター（埼玉県東松山市）
- 桶川商品センター（埼玉県桶川市）
- 秦野商品センター（神奈川県秦野市）
- 犬山商品センター（愛知県犬山市）
- 関ヶ原商品センター（岐阜県不破郡垂井町）
- 神戸商品センター（兵庫県神戸市）
- 岡山商品センター（岡山県倉敷市）
- 北九州商品センター（福岡県北九州市）

## 展開している店舗
2019年2月20日現在。
- ファッションセンターしまむら 1428店舗
- アベイル 318店舗
- バースデイ 284店舗
- シャンブル 97店舗
- ディバロ 18店舗
- 思夢樂 47店舗 - 台湾のみ

### ファッションモール
しまむらの展開する店舗ブランドを組み合わせたオープン型モールであり、それぞれの店舗を横に並べて1つの建物としたタイプが一般的だが、都市部を中心とした土地の制約がある場所では複層階のタイプや、土地の形状から店舗ごとに別の建物になっているタイプもある。店舗ブランドの組み合わせはファッションモールごとに異なり、2 - 4店舗程度の組み合わせとなる。中にはしまむらの運営する店舗以外が同居するファッションモールもある。

### ギャラリー

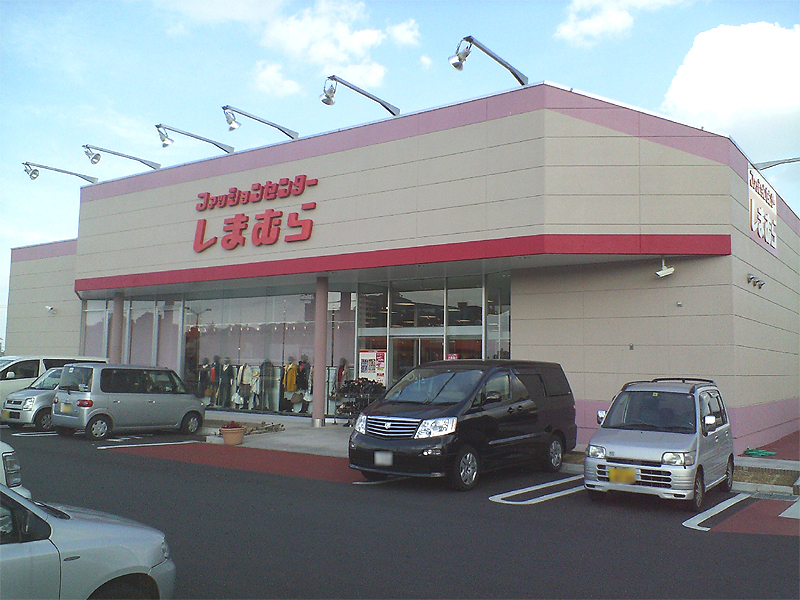
ファッションセンターしまむら 和泉万町店（大阪府和泉市）
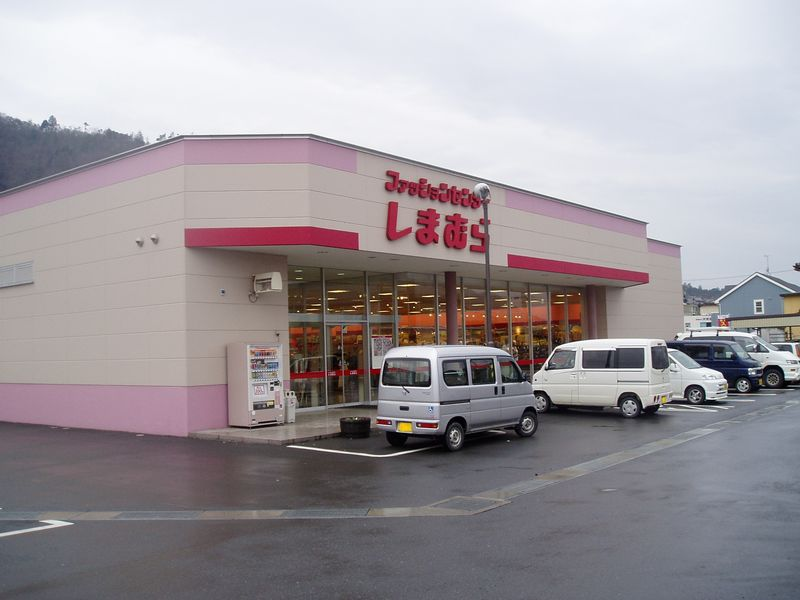
ファッションセンターしまむら 綾部店（京都府綾部市）
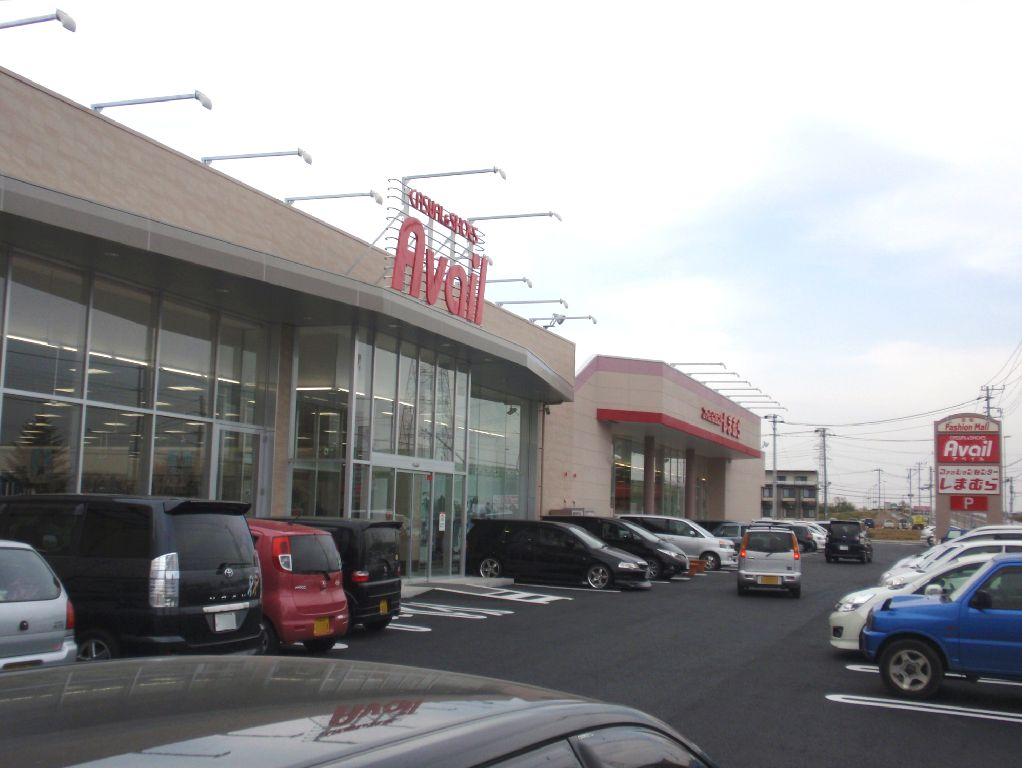
高坂ファッションモール（埼玉県東松山市）
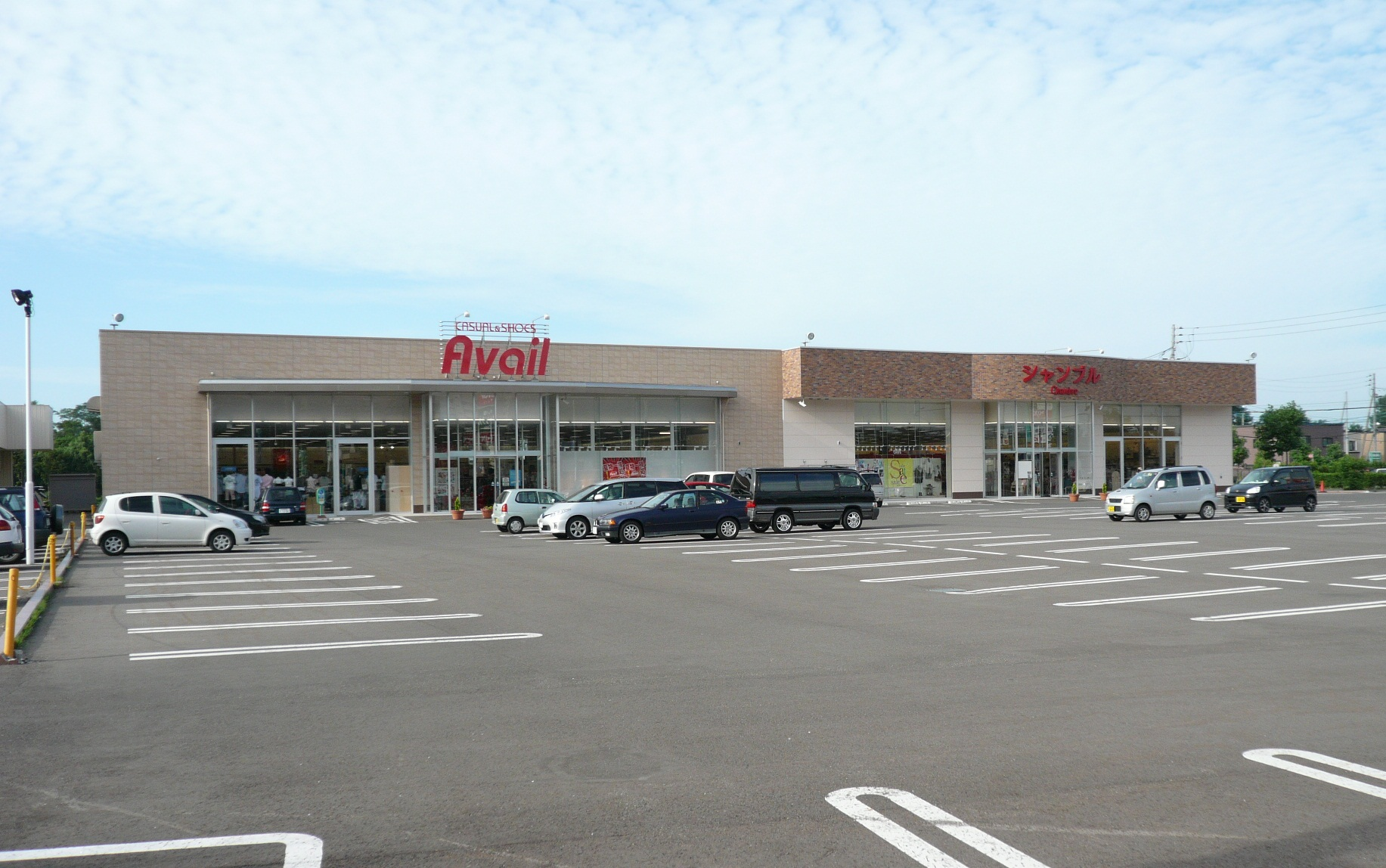
星置ファッションモール（北海道札幌市手稲区）
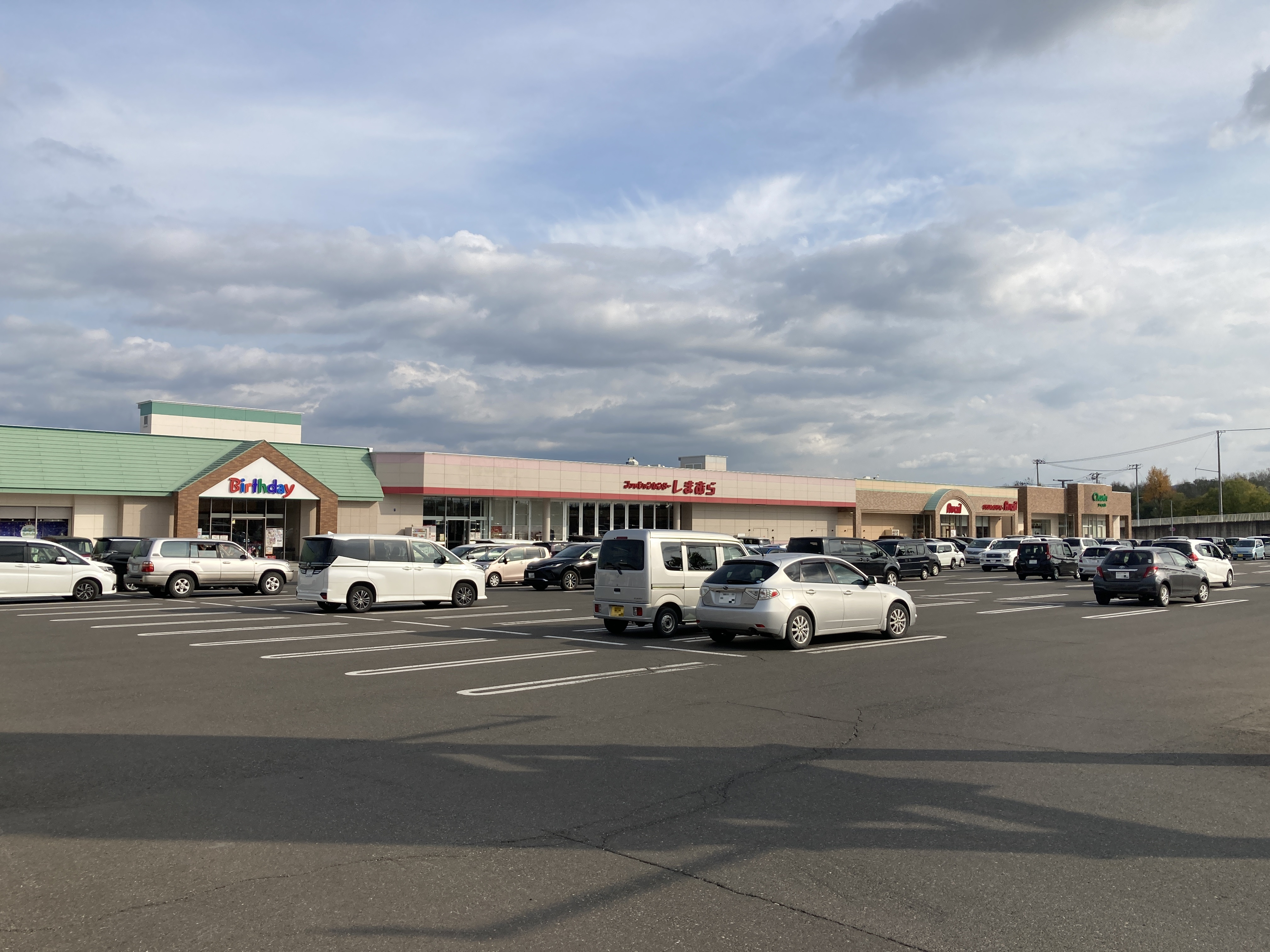
北見メッセファッションモール（北海道北見市）
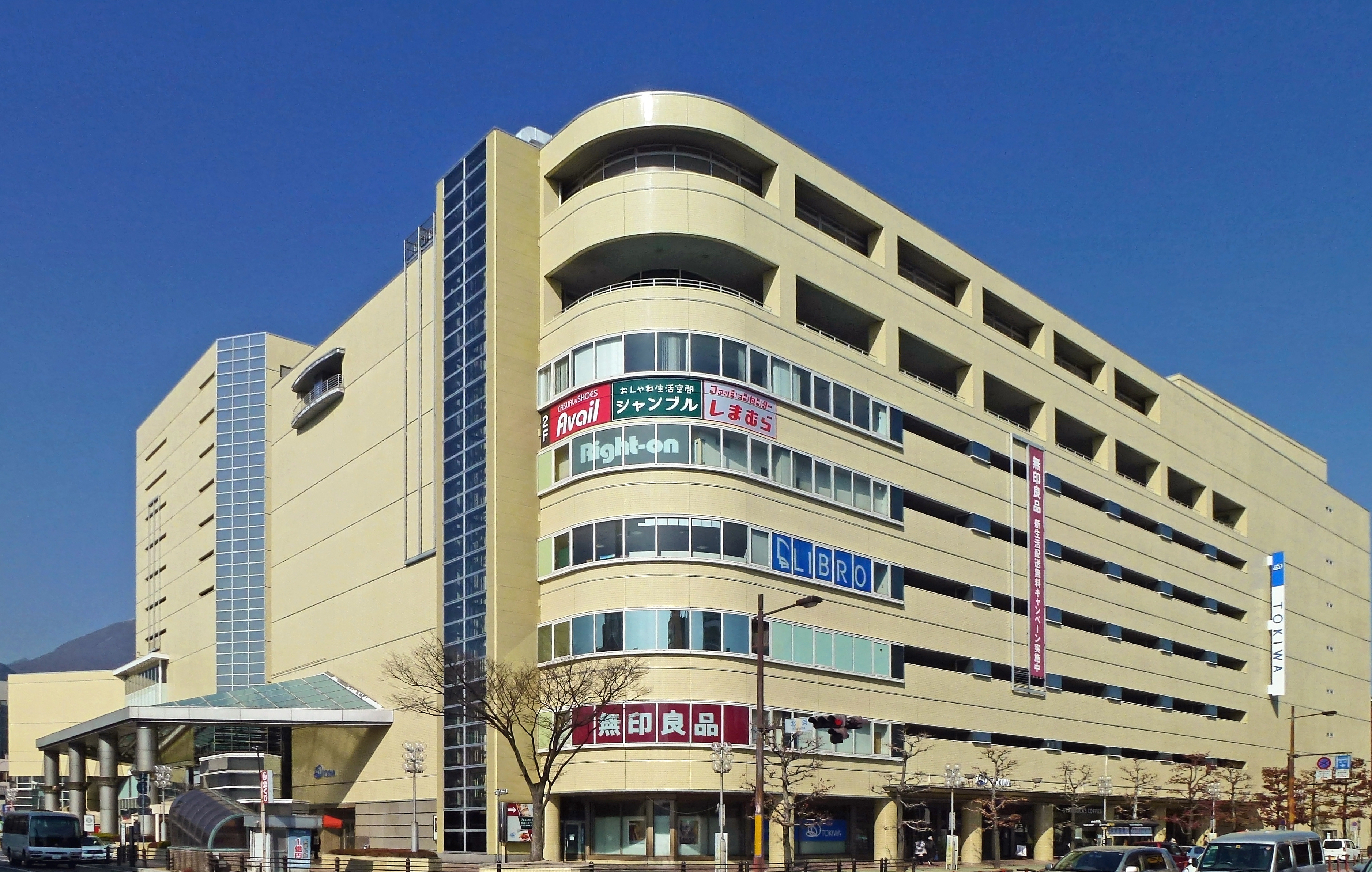
別府ファッションモール（大分県別府市） 百貨店出店の第一号。 トキハ別府店内。
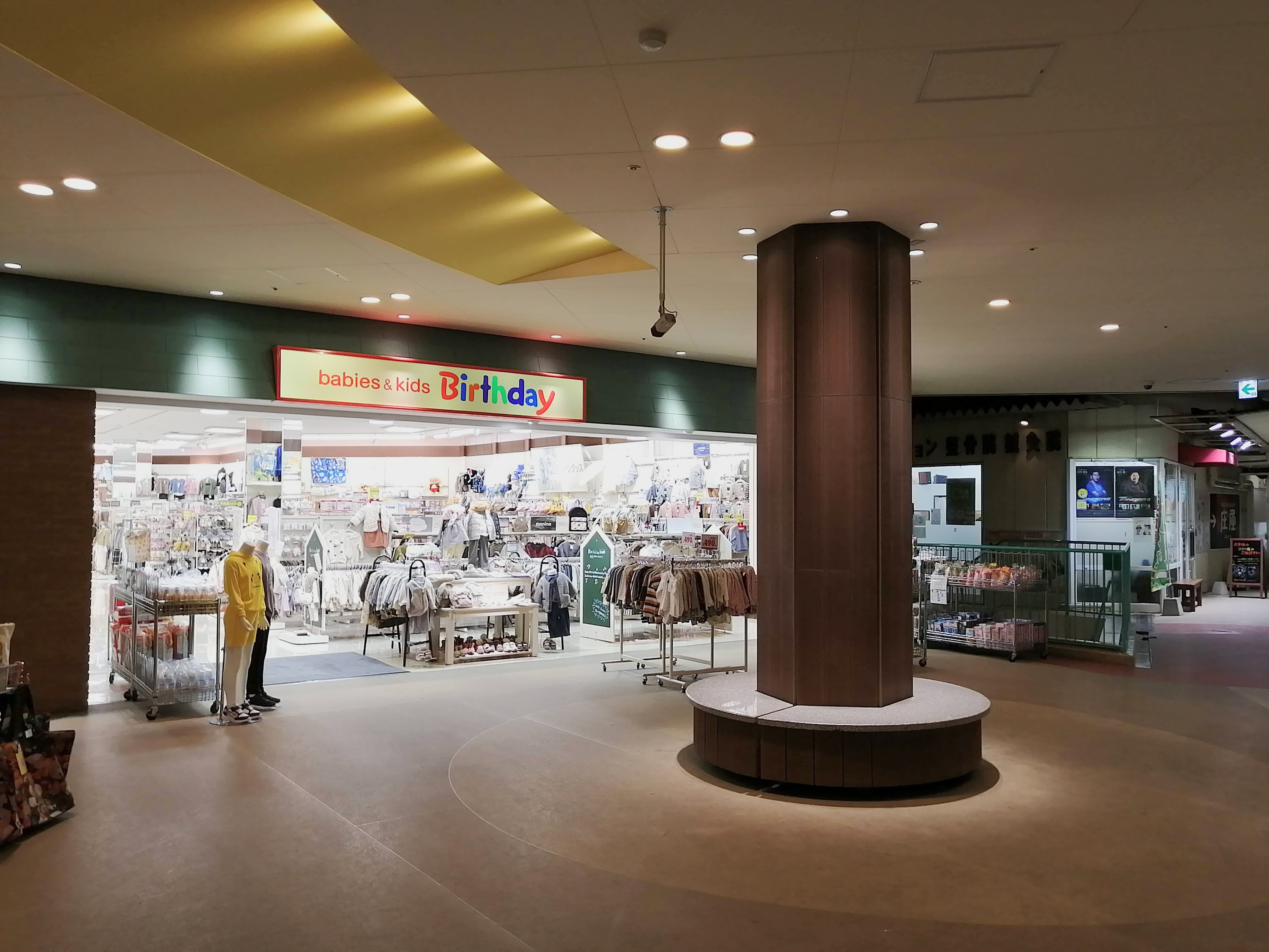
バースデイ チャチャタウン小倉店（福岡県北九州市）
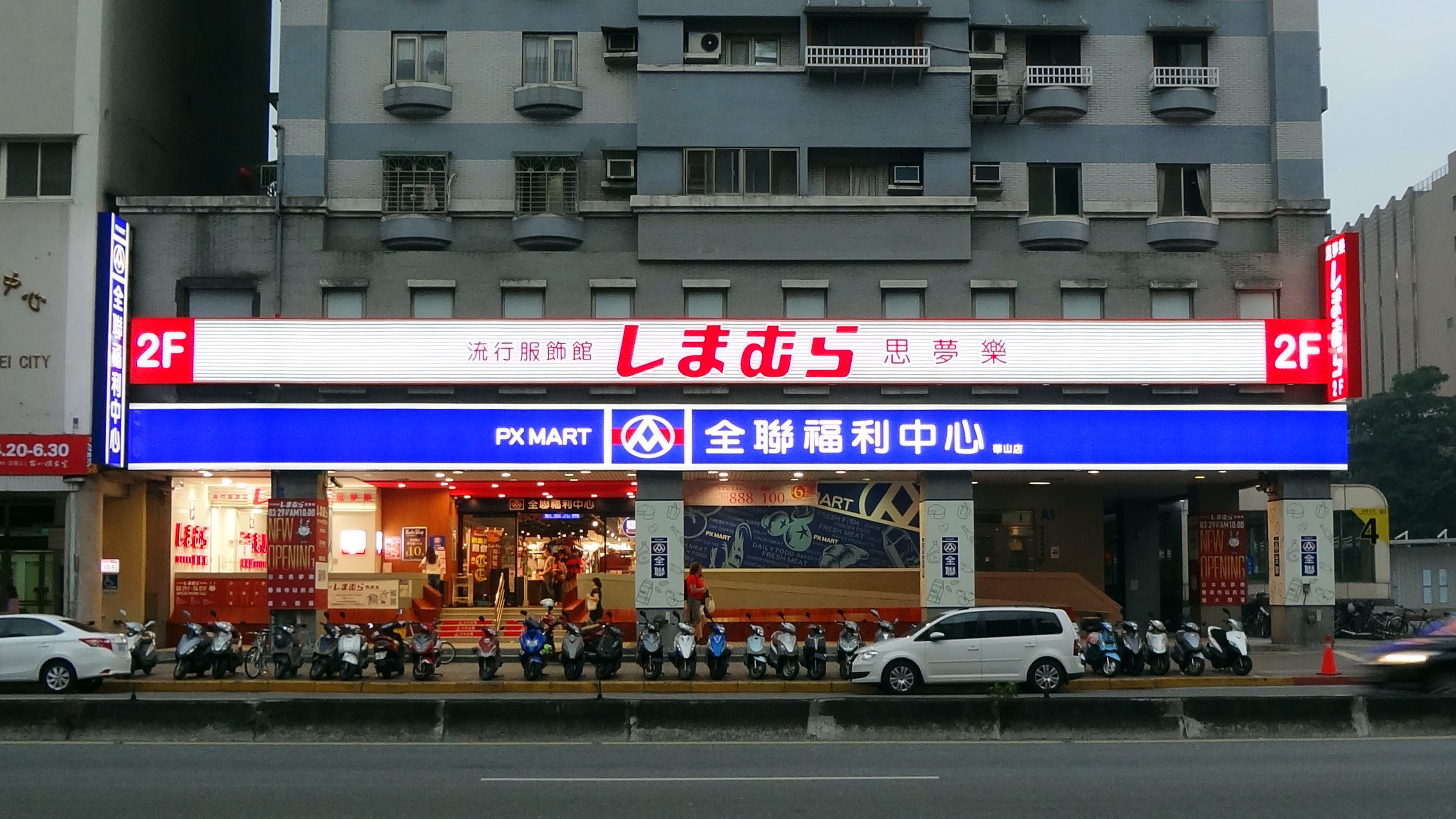
流行服飾館 思夢樂 善導寺站前店（台北市中正区）

## オンラインショップ
2018年7月よりZOZOTOWNでオンラインショップ展開開始。中心価格帯は2400円でメンズ・レディースの衣類、雑貨など、オープン時には約130型を販売。
また、2018年秋から自社サイトでのインターネット通販を始める。まず自社サイトで商品の注文を受け付けて、数日以内に全国にある店舗で受け取る形から開始。

## しまラー
全身のコーディネートをしまむらで購入した商品で済ませる人を「しまラー」と呼ぶ。
2009年2月12日放送の『ズームイン!!SUPER』の1コーナー「バードウオッチング」で、女子高生の流行語として取り上げられた。現代社会においてしまラーは増加中であるということであり、不況ゆえにファッションに多額の費用をかけないで済むからとのことである。安いからというだけではなく、デザインにロンドンやパリのトレンドを取り入れていることも人気の要因であるという。芸能人もしまラーとなっていることがあり、この場合はその芸能人のファッションはしまむらがコーディネートしたためにそう呼ばれる。

## しまパト（しまむらパトロール）
画像共有サイトのInstagramの登場後、しまむらで探し出した商品の画像をインスタグラムに拡散させる「しまパト」と呼ばれる現象が起きている。
しまむらを定期的に訪れて巡回することが警察のパトロールのようなので、しまむらパトロールと呼ばれるようになり、略して「しまパト」になった。
2010年代の初頭までは、しまむらのアイテムは購買層との違いから、ファッション誌などに掲載されることはあまりなかった。そのため、TwitterなどのSNSなどでしまむらの購入した商品を「しまむら戦利品」と称して、画像がアップロードされるようになった。
Twitterのハッシュタグが#しまむら戦利品から、#しまむらパトロールになり、やがて#しまパトになった。
2014年ごろになると、ファッション誌からmery、locari、4meee、by,s、ギャザリー などの大手女性向けキュレーションでファッション情報が無料で手軽に見られる状態になったが、多くのサイトは、駅ビル、デパート、イオンモールなどの大型商用施設で扱うブランドばかりで、しまむらのことは掲載されていなかった。
その中、Jocee という郊外型店舗やスーパーセンターにある店舗を中心とした女性向けキュレーションサイトが、しまパトを中心に取り上げた。その当時、しまむらのアイテムの品番情報が集められているサイトはJoceeだけだったため、しまパトユーザーは、Joceeの記事をSNSでシェアし、広まっていった。その後、2015年頃にはインスタグラムやwearなどのファッション系SNSでハッシュタグ#しまパトがブームになった。その影響で2015年度の利益は、過去最高益に到達した。
その後、2016年3月にしまむらはGMOインターネットグループのGMOメディアが運営するファッション共有SNS「coodisnap」と提携 し、ユーザー参加型の商品開発が始まった。これから、現在実施されているインフルエンサーとのコラボ商品企画に発展していった。またGMOとはGMOインサイトが運営する michill を通して、現在でもコラボレーション商品を開発し続けている。

## インフルエンサー・公式アンバサダー
インフルエンサーと提携し、公式アンバサダーとのコラボ商品を数多く販売している。
- omi
- Maki
- はなゆん
- yumi
- 「さぁや」[21]
- Miwa＊ズボラ主婦/プチプラ×高見え/4人家族[21]
- 「だぶる」[21]
- 「 Shiraちゃん|お手軽キャンプ×絶景」[21]
- 「u_ba_world」[21]
- 「ayana」[21]
- 「Emi」[21]

## コラボレーション
多くの企業やアニメ、ブランドなどとコラボレーションを行っている。以下取り上げるものはごく一部に過ぎない。
- おそ松さん
- ガールズ&パンツァー
- SHOW BY ROCK!!
- セガゲームス
- 日本野球機構
- 100%パスカル先生
- ファンタシースターオンライン2
- 艦隊これくしょん -艦これ- - 「アベイル」ブランドで実施[22]。
- 日産・スカイラインGT-R
- 黒子のバスケ
- けものフレンズ
- アイドルマスター シンデレラガールズ劇場
- 小林製薬
- まいぜんシスターズ
- 新日本プロレス
- 東方Project[23]
- ウマ娘 プリティーダービー - 2021年9月には「Avail」[24]、同年11月には「しまむら」[25] でコラボグッズを販売。
- ももいろクローバーZ - 複数回コラボしており、2019年11月には「ももクロ×サンリオキャラクター×しまむらトリプルコラボ」も実施した[26]。

## スポーツ活動
- しまむら女子陸上競技部 [27] - 2003年9月創部。
Category:しまむら女子陸上競技部の人物 参照。
- 彩の国実業団駅伝（東日本実業団対抗駅伝・東日本実業団対抗女子駅伝） - かつてしまむらが特別協賛していた駅伝大会。TBSテレビで放送されており、番組名に『しまむらスポーツスペシャル』と冠していた。コース沿いに立地している「ファッションセンターしまむら吹上店」（とその前で横断幕を持って自社チームを応援している従業員）が必ず映りこんでいた。元々自社チームが出場する女子駅伝への協賛で、後に男子駅伝の共同開催化により、総合的に協賛するようになった。しかし、2014年をもって女子駅伝が休止となったため、協賛を取り止めた[要出典]。
- 大宮アルディージャ - Jリーグ参入の1999年からオフィシャルパートナー。2017年からはトップパートナーに昇格し、ユニフォーム広告（パンツ・練習着）を掲出している[28]。

## テレビ番組
- 日経スペシャル カンブリア宮殿 安さの裏に大胆戦略！ 店舗数日本一"しまむら流"独自経営の裏側（2013年11月28日、テレビ東京）[29]
- 日経スペシャル カンブリア宮殿 放送900回記念 第2弾最強巨大チェーン"売れる"秘策! （2024年9月12日、テレビ東京）

## 書籍

### 関連書籍
- 『ファッションセンターしまむら逆転発想マニュアル 驚異の低価格・高利益のマジック商法』（著者:溝上幸伸）（2001年3月12日、ぱる出版）ISBN 9784893868367
- 『ユニクロvsしまむら 専門店2大巨頭圧勝の方程式』（著者:月泉博）（2006年11月20日、日本経済新聞社）ISBN 9784532313005
  - 『ユニクロvsしまむら』（著者:月泉博）（2009年11月2日、日本経済新聞社 日経ビジネス人文庫）ISBN 9784532195168
- 『しまむらとヤオコー 小さな町が生んだ2大小売チェーン』（著者:小川孔輔）（2011年1月28日、小学館）ISBN 9784093881364